# Ministre del Medi Ambient (Nova Zelanda)
El Ministre del Medi Ambient és el ministre del govern de Nova Zelanda amb responsabilitat pel Ministeri del Medi Ambient. Aquest ministre supervisa les lleis, estàndards i directrius ambientals del govern. L'actual Ministra del Medi Ambient és Amy Adams.

## Ministres del Medi Ambient
|    | Nom (naixement-mort) circumscripció                                                        | Fotografia        | Començament del mandat | Fi del mandat          | Legislatures  | Partit    | Primer ministre servit |
| -- | ------------------------------------------------------------------------------------------ | ----------------- | ---------------------- | ---------------------- | ------------- | --------- | ---------------------- |
| 1  | Duncan MacIntyre (1915-2001) Diputat per Hastings                                          | Duncan MacIntyre  | 9 de febrer de 1972    | 8 de desembre de 1972  | 36a           | Nacional  | Marshall               |
| 2  | Joe Walding (1926-1985) Diputat per Palmerston North                                       | Nova Zelanda      | 8 de desembre de 1972  | 10 de setembre de 1974 | 37a           | Laborista | Kirk                   |
| 3  | Whetu Tirikatene-Sullivan (1932-2011) Diputada per Southern Maori                          | Nova Zelanda      | 10 de setembre de 1974 | 12 de desembre de 1975 | 37a           | Laborista | Rowling                |
| 4  | Venn Young (1929-1993) Diputat per Egmont fins a 1978 Diputat per Waitotara des de 1978    | Nova Zelanda      | 12 de desembre de 1975 | 12 de febrer de 1981   | 38a, 39a      | Nacional  | Muldoon                |
| 5  | Ian Shearer (1941-actualitat) Diputat per Hamilton East                                    | Nova Zelanda      | 12 de febrer de 1981   | 26 de juliol de 1984   | 39a, 40a      | Nacional  | Muldoon                |
| 6  | Russell Marshall (1936-actualitat) Diputat per Wanganui                                    | Nova Zelanda      | 26 de juliol de 1984   | 17 de febrer de 1986   | 41a           | Laborista | Lange                  |
| 7  | Phil Goff (1953-actualitat) Diputat per Roskill                                            | Phil Goff         | 17 de febrer de 1986   | 24 d'agost de 1987     | 41a           | Laborista | Lange                  |
| 8  | Geoffrey Palmer (1942-actualitat) Diputat per Christchurch Central                         | Geoffrey Palmer   | 24 d'agost de 1987     | 27 d'octubre de 1990   | 42a           | Laborista | Lange, (ell mateix)    |
| 9  | Simon Upton (1958-actualitat) Diputat per Raglan fins a 1996 Diputat de llista des de 1996 | Simon Upton       | 27 d'octubre de 1990   | 10 de desembre de 1999 | 43a, 44a, 45a | Nacional  | Bolger, Shipley        |
| 10 | Marian Hobbs (1947-actualitat) Diputada per Wellington Central                             | Nova Zelanda      | 10 de desembre de 1999 | 19 d'octubre de 2005   | 46a, 47a, 48a | Laborista | Clark                  |
| 11 | David Benson-Pope (1950-actualitat) Diputat per Dunedin South                              | David Benson-Pope | 19 d'octubre de 2005   | 27 de juliol de 2007   | 48a           | Laborista | Clark                  |
| —  | David Parker (en funcions) (1960-actualitat) Diputat de llista                             | David Parker      | 27 de juliol de 2007   | 31 d'octubre de 2007   | 48a           | Laborista | Clark                  |
| 12 | Trevor Mallard (1954-actualitat) Diputat per Hutt South                                    | Trevor Mallard    | 31 d'octubre de 2007   | 19 de novembre de 2008 | 48a           | Laborista | Clark                  |
| 13 | Nick Smith (1964-actualitat) Diputat per Nelson                                            | Nick Smith        | 19 de novembre de 2008 | 21 de març de 2012     | 49a, 50a      | Nacional  | Key                    |
| —  | Chris Finlayson (en funcions) (1956-actualitat) Diputat de llista                          | Chris Finlayson   | 21 de març de 2012     | 3 d'abril de 2012      | 50a           | Nacional  | Key                    |
| 14 | Amy Adams (1971-actualitat) Diputada per Selwyn                                            | Nova Zelanda      | 3 d'abril de 2012      | (actualitat)           | 50a           | Nacional  | Key                    |